# 森本玲夫
森本玲夫（日语：森本 レオ，1943年2月13日—），日本男演員、旁白、藝人、配音員。出身於愛知縣名古屋市中川區。本名森本治行。所屬。身高177cm。O型血。妻子是前演員森和代。

## 生平
森本玲夫對演戲很感興趣，因此浪人時代在中部日本放送電視台做兼差，但他在大學期間想成為一名廣告文案。然而，在那個時代，廣告文案這項職業並不受到認同，以及父親因為生病而放棄。
大學畢業後回到出生長大的名古屋，在NHK名古屋電視劇《高中時代》（1967年）（後來的《中學生日記》）中以演員身份出道。從那時起他就和伊武雅刀成為了朋友。
1968年起在東海電台主持深夜節目《子夜東海》。森本讓工作人員用「我」（日語的）作為第一人稱，但當時廣播電台的自主規制是不允許的。於是，他把藝名改成了「森本我（森本オレ）」，因為覺得用做藝名會很好，但也被拒絕了。因為別無選擇，所以只好把片假名前後顛倒過來，稱之為「玲夫（レオ）」。後來改用片假名，就這樣成為了他現在的藝名。儘管森本在節目中很受歡迎，但之所以會被換下來的原因是，他在主持節目的當天，打電話給本身最喜歡的熟人，委託了這個節目，但因為只是說了所謂的黃色笑話，就接到了教育委員會的投訴，森本決定以承擔責任的方式離開這個節目。
1972年再次移居東京，正式投入演藝活動。
1974年，大學校友市川森一作為劇作家將漫畫改編成電視劇《黃色眼淚》，由森本親自主演。
從平成時代開始，他在電視劇《庶務二課》和《奇蹟餐廳》中演出。
2010年2月27日，因心肌梗塞緊急住進東京的一家醫院。由於及早治療，他恢復穩定，於3月9日出院。
私生活方面，他於1971年5月10日在石川縣金澤市的廣坂天主教堂與森和代舉行婚禮。結婚時，他的妻子森和代已經懷孕六個月，同年（1971年）10月20日，長子森本類出生。2年後（1973年），長女森本繪瑠出生。

## 人物
被稱為所謂的「脫力系」藝人的代表。
經常被長相相似的諧星肥後克廣模仿。本人稱除了會失去朋友之外，雙方在合演煤氣電暖爐的廣告時，被問到「合演的是你弟弟嗎？」。
有包含1/f波動的聲音。

## 演出作品

### 電視劇

#### NHK系列
NHK
- 芳兵衛物語（1973年）
- 元祿太平記（日语：元禄太平記）（1974年）－左右田源八
- 黃色眼淚（日语：黄色い涙#テレビドラマ）（1974年）－村岡榮介〈主演〉
- 家鄉系列2 幻影葡萄園（日语：幻のぶどう園）（1976年）
- 鳴門秘帖（日语：鳴門秘帖）（1977年）
- 冬之彩虹（日语：ポーラ名作劇場）（1979年）
- THE 商社（日语：空の城#テレビドラマ）（1980年）－木村準一
- 兩人與一人（1981年）
- 本日開店（1982年）
- 花遍路 風之昭和日記（日语：花へんろ）（1985年）
- （1989年）
- 夏之一族（1995年）
- 他人丼（日语：たにんどんぶり）（1996年）
- 亞久里（日语：あぐり）（1997年） - 森潤
- 巧克力革命（日语：チョコレート革命）（1998年）
- 天涯之花（日语：天涯の花）（1999年）－養護施設教諭
- （1999年）
- 夢見葡萄（日语：夢みる葡萄）（2003年）
- 迷路的大人們（日语：ウォーカーズ〜迷子の大人たち）（2006年）－進藤英二
- 上之雲（2009年）－曹長
- 他、丈夫、男友們（2011年）－島尾
- 美女與男子（2015年）[7]

NHK BS Premium
- 怪奇大作戰 神祕檔案（日语：怪奇大作戦 ミステリー・ファイル） 第1話（2013年）－佐喜澤尊彥
- （2015年12月20日）－小野寺今朝夫

#### 日本電視台
- 女校男生 (漫畫)（1971年）
- 鐵兵與順子（1972年）
- 別叫我爸爸（日语：パパと呼ばないで） 第27話（1973年）－鴨田
- 週六女性系列（日语：火曜日の女シリーズ） 天使已消失（日语：天使が消えていく）（1973年）- 佐伯徹也
- （1973年）
- 向太陽怒吼！（日语：太陽にほえろ!）
  - 第47話（1973年）－佐原信一
  - 第644話（1985年）－南智彥
- 傷痕纍纍的天使（日语：傷だらけの天使） 最終回（1975年）
- 青色幸福（1976年）
- 伊吕波的"伊"（日语：いろはの"い"）（1976年）－菊池（大都日報記者）
- （1976年）
- 第30話（1977年）－寺田
- （1977年）
- 我的愛妻物語（日语：オレの愛妻物語）（1978年）－貓田秀二
- 熱中時代 刑事篇（1979年）－間哲雄
- （1982年）
- 週二懸疑劇場
  - 巧克力遊戲（1986年）
  - （1986年）－中谷浩介
  - 惡夢新娘（日语：悪夢の花嫁）（1987年）
  - 同窗生（1988年）
  - 天使消失的夏天（1990年8月21日） - 藤村敬介
  - 對面的家（1991年）
  - 松本清張作家活動40年紀念 野獸之道（日语：けものみち (松本清張)#1991年版）（1991年）－成澤寬次
  - 惡女的階梯（1996年1月23日）－小田島克典
  - 下町 錢湯騒動記系列（2002年－2005年）－寶田恭介
- （1995年）
- Only You ～愛的真諦～（日语：オンリー・ユー〜愛されて〜）（1996年）
- （1996年－2002年）－山名研一
  - （2002年－2004年）
- 透明人間（1996年）－森田勇二
- 擁抱明天（日语：明日を抱きしめて）（2000年）－陣內高太郎
- 新聞最前線（日语：ストレートニュース (テレビドラマ)）（2000年）－森田健司
- 愛在記憶深處（日语：Pure Soul〜君が僕を忘れても〜）（2001年）－瀨田忠志
- 天堂之路（日语：天国への階段 (白川道)#テレビドラマ）（2002年）－桑田規夫
- 為愛痴狂 ～Love StoriesIV～（日语：恋のから騒ぎ#〜Love_StoriesIV〜）「想殺掉女人」（2007年）
- 東京大空襲（2008年）－野田警察官
- 除惡幫☆陣八（日语：お助け屋☆陣八） 第6話（2013年）－小川宗佑

#### TBS電視網
TBS
- 喜歡！喜歡!!魔女老師（1971年－1972年，與朝日放送共同製作）－旗野老師
- （1972年）
- （1973年）
- 玫瑰色的人生（1974年）
- （1974年）
- 華麗的荒野（日语：華やかな荒野）（1974年）
- （1975年）
- （1975年）
- （1975年）
- 東芝日曜劇場
  - 式場的微笑（日语：式場の微笑#テレビドラマ）（1975年）
  - 松本清張女性系列 埋伏（日语：張込み#1978年版）（1978年）－玉井
- 光之崖（日语：光る崖#1977年版）（1977年）
- （1977年）
- （1979年）
- POLA電視小說（日语：ポーラテレビ小説）（1979年）－土屋源兵衛
- 幸福的戰爭（日语：しあわせ戦争）（1980年）
- （1980年）
- （1982年）
  - （1982年－1983年）－竹脇邦夫
- 紅色秘密（日语：赤い秘密）（1985年）
- （1988年）
- 不分手的理由（日语：別れぬ理由#テレビドラマ）（1988年）
- 週一特別電視劇（日语：月曜ドラマスペシャル）→週一推理劇場（日语：月曜ミステリー劇場）→週一GOLDEN（日语：月曜ゴールデン）→週一名作劇場（日语：月曜名作劇場）
  - 松本清張特別企劃 夜光的階梯（1995年9月25日）
  - 律師 朝吹里矢子（日语：弁護士 朝吹里矢子#弁護士 朝吹里矢子（南果歩版））系列－廣岡駿平
    - 律師 朝吹里矢子1「」（2001年11月5日）
    - 律師 朝吹里矢子2「」（2002年6月17日）
    - 律師 朝吹里矢子3「」（2003年10月20日）
    - 律師 朝吹里矢子4「」（2005年5月9日）

  - 冠婚葬祭偵探（日语：冠婚葬祭探偵）（2007年11月26日）－三澤幸吉
  - 警視廳SP特命係（日语：警視庁SP特命係）（2019年3月4日）－板倉誠二
- 未成年（日语：未成年 (テレビドラマ)）（1995年）－牛島洋平
- 青澀時代（1998年）－小田島所長
- 醫家姊妹（2001年）
- 怪醫黑傑克3 悲劇的天才料理人（2001年）－霧子醫生
- 不需要愛情的夏天（2002年）
- 女系家族（2005年）－矢島嘉藏
- 黑河內（2013年）－高橋秀男
- 家族的形式（2016年）－
- 凪的新生活 第1話（2019年7月19日）－會長

MBS
- 檢事霧島三郎（日语：検事霧島三郎#MBS版）（1979年）

#### 富士電視台
- 第2話（1973年）
- （1974年）
- 飢餓海峽（日语：飢餓海峡#1978年（テレビドラマ））（1978年）
- 痛快！河內山宗俊（日语：痛快!河内山宗俊） 第19話（1976年）－真砂六兵衛
- 週五女人的電視劇特集（日语：金曜女のドラマスペシャル） （1987年）
- （1989年）
- 週五電視劇院（日语：金曜エンタテイメント） 實錄犯罪史系列（日语：実録犯罪史シリーズ） 金的戰爭 來福魔殺人事件（日语：金の戦争）（1991年）
- 週五娛樂（日语：金曜エンタテイメント）
  - 松本清張作家活動40週年紀念企劃 波之塔（日语：波の塔#1991年版）（1991年）－吉岡
  - 老少配情侶刑警（日语：年の差カップル刑事）系列（1998年－2004年）－一色藤吉
  - 安岡課長的殺人會議（1999年）－安岡喜夫
- 壯志驕陽（日语：愛という名のもとに）（1992年）－橋爪五郎
- 世界奇妙物語 1992年冬之特別篇「閾下刺激（日语：サブリミナル (世にも奇妙な物語)）」（1992年）
- 我們的電視劇系列（日语：ボクたちのドラマシリーズ）
  - 放學後（日语：ボクたちのドラマシリーズ#放課後）（1992年）
  - 穿越時空的少女（1994年）
- 永不放棄！（日语：チャンス! (テレビドラマ)）（1993年）
- 淘氣乖乖女 (1993年)
- 奇蹟餐廳（1995年）－敘事
- 長假（1996年）－佐佐木教授
- 美味關係（日语：おいしい関係）（1996年）
- 成田離婚（1997年）－大西和博
- 庶務二課（1998年、2000年、2003年、2013年）－井上洸一
- 陣平（日语：じんべえ）（1998年）
- 我的老師很辣（日语：ナオミ (テレビドラマ)）（1999年）
- 愛上大明星（日语：スタアの恋）（2001年）－金田中教練
- 只屬於我的女神（日语：僕だけのマドンナ）（2003年）
- 求婚大作戰（2007年）－吉田貴禮
- （2007年－2009年）－岡本
- 櫻桃小丸子（2007年）－秀大叔
- CHANGE（2008年）－久野正次郎
- 求婚兄弟 ～長幼有序男人結婚的方法～（日语：プロポーズ兄弟〜生まれ順別 男が結婚する方法〜）（2011年）－天之聲
- 推理要在晚餐後 第4話（2011年）－吉田執事
- 水球不良少年（2014年）－荒川重信校長
- 週五PRESTIGE（日语：金曜プレステージ） 寂寞獵人（日语：淋しい狩人#テレビドラマ）（2013年）－安達和郎
- 赤與黑的Gekijyo（日语：赤と黒のゲキジョー） 黑心護士（日语：黒い看護婦#テレビドラマ）（2015年）－律師

#### 朝日電視台
- 第25話（1974年）－三次
- （1974年）
- （1974年）
- （1975年）
- 週六WIDE劇場（日语：土曜ワイド劇場）
  - 松本清張之買地方報的女人（日语：地方紙を買う女#1981年版）（1981年）
  - 松本清張之連環（日语：連環 (松本清張)#テレビドラマ）（1983年）－笹井誠一
  - 密會之宿（日语：密会の宿#テレビ朝日版）系列（1984年－1993年）－久保隆
  - 西村京太郎之推理之旅（日语：西村京太郎トラベルミステリー#テレビ朝日・東映版）系列（1984年－2017年）－西本刑事
  - 女律師 朝吹里矢子（日语：弁護士・朝吹里矢子）8 （1985年）
  - 森村誠一之棟居刑事（日语：棟居刑事シリーズ#東山紀之版）（2005年－2015年）－那須亮輔
  - 棘之街（日语：棘の街）（2011年）－萩原明淨
  - 另一張臉 ～刑事總務課 大友鐵～（日语：アナザーフェイス (小説)#テレビドラマ）2（2013年）－黑原
- （1982年）
- （1988年）
- 週二SUPER WIDE（日语：火曜スーパーワイド）
  - 流氓俠醫 ～新宿站裏診療所～（日语：Dr.クマひげ#Dr.クマひげ〜新宿駅ウラ診療所〜）1 （1989年）
- 戀愛詐欺師（日语：恋愛詐欺師）（1999年）
- 八卦大作戰（日语：ココだけの話）（2001年）－
- 刑事搜查線（日语：はみだし刑事情熱系） 第6系列 第1話（2001年）－早川貞夫
- 相棒
  - season1 第11話「右京被槍擊～特命係第15年的真相」（2002年12月18日）－石嶺小五郎
  - season1 最終話「夜晚9時30分的復仇 特命係，最後的事件」（2002年12月25日）－石嶺小五郎
  - season17 第3話「辭典之神」（2018年10月31日）－大鷹公介[8]
- 心魔大審判（日语：スカイハイ (漫画)）（2003年）－井崎五郎
- 圈套（2003年）－芝川玄奘
- 心魔大審判2（日语：スカイハイ (漫画)）（2004年）－天野照男
- PS -羅生門-（日语：PS -羅生門-）（2006年）－弓坂文雄
- 女帝（2007年）－北條照盛
- 客服中心戀人（日语：コールセンターの恋人）（2009年）－旁白
- 那個男人副署長（日语：その男、副署長）（2009年）－瀧澤徹
- 上班族金太郎（日语：サラリーマン金太郎 (永井大のテレビドラマ)）（2010年）－丸山登
- 明日香高工進行曲（日语：アスコーマーチ!〜県立明日香工業高校行進曲〜#テレビドラマ） 最終話（2011年）－梶原
- 松本清張特別電視劇 砂之器 第一夜（2011年）－川野英造
- 國王之家（2011年）－澤田
- 信長的主廚－正親町天皇
  - Part1 最終話「命運的料理對決！能回到平成時代嗎!?」（2013年3月15日）
  - Part2 第7話「最終章！用偏見美食打敗室町幕府!!」（2014年8月28日）
- 宮本武藏（2014年）－本阿彌光悅
- 媽媽生存的證明（2014年）－大森志郎
- 復仇法庭（日语：復讐法廷 (2015年のテレビドラマ)）（2015年）－仲春一
- 武士老師（2015年）－佐伯真人
- 不在場證明破解少女（日语：アリバイ崩し承ります#テレビドラマ）（2020年2月1日－3月14日）－美谷時生

#### 東京電視網
- 東京電視台
  - 在聖誕夜見面（日语：クリスマスキス〜イブに逢いましょう）（1995年）－奧村美智雄
  - 週三推理9（日语：水曜ミステリー9） 鐵道警察官：清村公三郎（日语：鉄道警察官・清村公三郎）1（2005年）－高木陽吉
  - 牙狼〈GARO〉 第21話「魔彈」（2006年）－神須川祐樹
  - Paji ～爺爺與孫女的愛情物語（日语：ぱじ#テレビドラマ）（2013年）－水野研助
  - Last Doctor ～監察醫秋田的驗屍報告～（日语：ラスト・ドクター〜監察医アキタの検死報告〜） 第6話（2014年8月22日）－守衛
  - 模仿犯（2016年）－江崎社長
  - 管家 西園寺的名推理（日语：執事 西園寺の名推理#第1シリーズ（2018年）） 第3話（2018年4月27日）－香坂琢己

- BS JAPAN→BS東視
  - 三島由紀夫 性命出售（日语：命売ります#テレビドラマ） episode.3（2018年1月27日，BS JAPAN）－峰岸郁夫
  - 在神酒診所乾杯（日语：神酒クリニックで乾杯を#テレビドラマ） 第8話－最終話（2019年3月16日－30日，BS東視）－小笠原雄一郎

#### 獨立局
- 貓忍（日语：猫忍）（2017年）－旁白

#### WOWOW
- 闇之伴走者：漫畫編輯的推理事件簿（日语：醍醐真司の博覧推理ファイル#テレビドラマ）（2015年）[9]－矢島友之
- 社長室之冬 -獲得巨大報社的男人-（日语：社長室の冬#テレビドラマ）（2017年）－藤代久信

### 網路電視劇
- 不在場證明破解少女特別篇 鐘錶店偵探與爺爺的偽證（日语：アリバイ崩し承ります#配信ドラマ）（2020年3月8日、15日，AbemaTV）－美谷時生[10]

### 電影
松竹
- 花心中（1973年）
- 竹久夢二物語 戀愛（1975年）
- 憧憬（1977年）
- 橙路特快（1978年）
- 神給的孩子（日语：神様のくれた赤ん坊）（1979年）
- （1987年，松竹富士（日语：松竹富士））－醫師
- 吟子和她的弟弟（日语：おとうと (2010年の映画)）（2010年）－遠藤老師

東寶
- 青春之蹉跎（日语：青春の蹉跌#映画）（1974年）－小野精二郎
- 妻子與女人之間（日语：妻と女の間#映画）（1976年）－三谷友彥
- 王立宇宙軍 歐尼亞米斯之翼（1987年，東寶東和（日语：東宝東和））－希洛茲古·拉達特
- 死魂曲（2006年）－天本真一
- 後妻業之女（2016年）

近代電影協會
- 我的道路（日语：わが道）（1974年）－權藤醫師
- 黑板（日语：ブラックボード (映画)）（1986年）

ATG
- 為節日做準備（日语：祭りの準備）（1975年）
- 新·人間失格（1978年）
- 青春PARTII（1979年）
- 絞殺（1979年）
- 不再托腮遐思（日语：もう頬づえはつかない）（1979年）
- 希波克拉底的弟子們（日语：ヒポクラテスたち）（1980年）
- 遠雷（日语：遠雷 (立松和平)）（1981年）
- 居者冇其屋（1989年）

東映
- 幸福號號帆（日语：幸福号出帆）（1980年，東映Central Film（日语：東映セントラルフィルム））
- 滿月 MR.MOONLIGHT（日语：満月 MR.MOONLIGHT）（1991年）－藤森猛
- 我的愛之歌 瀧廉太郎物語（日语：わが愛の譜 滝廉太郎物語）（1993年）－相原
- 吾心的銀河鐵道 宮澤賢治物語（日语：わが心の銀河鉄道 宮沢賢治物語）（1996年）－畠山榮一郎
- 秋葉原@DEEP（2006年）

華納兄弟電影
- 書法女孩 舞動甲子園（2010年）
- 老師！我可以喜歡你嗎（2017年10月28日）－羽柴晶一

其它
- 東京來的少女（1978年，共同電影（日语：共同映画））
- 星塵兄弟的傳說（日语：星くず兄弟の伝説 (映画)）（1985年，Cine Saison（日语：シネセゾン））
- （1988年，木下製作公司）
- 腦髓地獄（1988年，活人堂Cinema）－新聞記者
- 1990牡丹燈籠（1990年）
- （1994年，中山電影）
- 謝謝（日语：ありがとう (漫画)）（1996年，東北新社）
- 壞孩子的天空（1996年，北野事務所（日语：TAP (芸能プロダクション)））－導師
- Love & Pop（1998年，Love & Pop製作機構）
- （2007年，Jolly Roger（日语：ジョリー・ロジャー (企業)））
- 我在黑心公司上班的日子（日语：ブラック会社に勤めてるんだが、もう俺は限界かもしれない）（2009年，Asmik Ace（日语：アスミック・エース））－社長
- 天使圖書館（日语：天使のいる図書館）（2017年，United Entertainment（日语：ユナイテッドエンタテインメント））－田中草一朗[11]
- 貓忍（日语：猫忍#映画）（2017年，AMG ENTERTAINMENT（日语：AMGエンタテインメント））－旁白

### 非戲院上映
- 想成為大人（1991年，King Records）
- 灣岸競速（1992年，大映（日语：大映））

### PV
- UVERworld「第7天的決意（日语：7日目の決意）」（2014年）

### 人偶劇
- 兒童人偶劇場（日语：こどもにんぎょう劇場）（1990年代）－太郎的聲音
- NHK人形劇三國志（日语：人形劇 三国志）（1982年－1984年）－呂布、諸葛亮、曹丕的聲音
- （1984年－1985年）－的聲音
- 人形歷史奇觀 平家物語（日语：人形歴史スペクタクル 平家物語）（1993年－1995年）－西行、源義朝、渡邊渡、麻鳥、平資盛、畠山重忠（日语：畠山重忠）的聲音

### 電視動畫
1983年
- （怪盗）

2005年
- 阿嘉莎·克莉絲蒂的名偵探白羅與瑪波（厄斯金少尉）

2021年
- 龍先生，想要買個家。（旁白）

### 電影動畫
1987年
- 王立宇宙軍（希洛茲古·拉達特）

2002年

### 外語配音

#### 電影
| 作品年份 | 作品名稱              | 配演角色 | 演員        | 媒介                        |
| -------- | --------------------- | -------- | ----------- | --------------------------- |
| 1977     | 星際大戰4：曙光乍現   | 韓·蘇羅  | 哈里森·福特 | 劇院公映版本／限量版DVD收錄 |
| 1980     | 星際大戰5：帝國大反擊 | 韓·蘇羅  | 哈里森·福特 | 劇院公映版本／限量版DVD收錄 |

### 遊戲
1997年
- 天外魔境 第四默示錄（日语：天外魔境 第四の黙示録）（薩內特蒙）

### 旁白
富士電視網
- 富士電視台
  - 湯瑪士小火車（第1系列（1990年）－第8系列（2006年））
  - 湯瑪士小火車：湯瑪士和神奇鐵路（英语：Thomas and the Magic Railroad）（2000年）
  - Ponkickies（日语：ポンキッキーズ）
  - 奇蹟餐廳
  - 王牌酒保[12]

- 富士電視台721（日语：フジテレビTWO）
  - 小孩時間（日语：チルドレンタイム）

- BS富士
  - Be Ponkickies（日语：Beポンキッキ）

日本電視台
- （1999年－2003年）迷你節目
- （「我被愚弄了」單元）

富士電視網
- 富士電視台
  - 世界是由言語組成的（日语：世界は言葉でできている）

朝日電視網
- 朝日電視台
  - 阿Q猜謎王!!（日语：クイズプレゼンバラエティー Qさま!!）（作為抽題特別旁白）
  - 阿Q猜謎王!! 3小時特別節目（2015年11月23日）
  - 揭開寺廟面紗（日语：お坊さんバラエティ ぶっちゃけ寺）&阿Q猜謎王 合體3小時特別節目（2016年2月29日）
- 明石家秋刀魚的壓縮杯（日语：明石家さんまのコンプレッくすっ杯）

- 朝日放送

TBS
- - 久保田和靖（鮪魚鮭魚）（日语：とろサーモン (お笑いコンビ)）與長濱之人（CanCam）（日语：キャン×キャン）3人一起進行大道藝的實況。
- 日立 發現世界不可思議的地方！（日语：日立 世界・ふしぎ発見!）

其它電視台
- （東京電視台）
- 悠久的印度宮殿列車之旅 瑪哈列車（英语：Maharajas' Express）（BS11，初回放送：2012年3月）

遊戲
- 信賴鈴音 ～蕭邦之夢～（萬代南夢宮娛樂發行，Xbox 360遊戲）

### 廣播節目
- 子夜東海（日语：ミッドナイト東海）（1968年－1972年，東海電台）
- 森的步行街（日语：森の散歩道）（1997年－，JAPAN FM NETWORK（日语：ジャパンエフエムネットワーク (企業)）／JFN）
- 明日的記憶（2006年9月11日，TBS廣播）

### 廣告
- 任天堂「皮克敏」旁白
- Menicon（日语：メニコン）
- 積水房屋 「免震住宅、防犯住宅」「2005年新春房屋節」 等
- 薩摩酒造
- 名古屋市「安心、安全、快適條例周知啟發海報」
- 東京瓦斯－與肥後克廣（日语：肥後克広）共同演出。
- 武田藥品「A25」
- 三菱電機
- 札幌啤酒（北海道當地廣告）
- 公家廣告機構（今：AC JAPAN（日语：ACジャパン））「餐桌溝通」（1983年，旁白）
- 肯德基「Bucket Meal外帶全家桶」（1985年，旁白）
- 帝人（1998年－1999年）作為廣告旁白在該企業的開發商品擔任演出。另外嚕嚕米也在廣告影片中出現。
- 雀巢日本
- 日產汽車「March」旁白
- Recruit「Zexy（日语：ゼクシィ）」（2013年，旁白）
- JR東日本「651系 特急超級常陸號」
- 長野縣×長野朝日放送－你不能誤會你的聲音篇
- JR西日本 「三都物語（日语：三都物語）」
- 丸龜製麵（2019年，旁白）
- 創味食品（日语：創味食品） 篇、篇（2020年4月1日－）－替明石家秋刀魚的柔和聲進行配音[13][14]

### 綜藝節目
- （NHK）回答VTR的朗讀[15]
- 模仿王座決定戰（日语：ものまね王座決定戦）（富士電視台，1990年代－2000年春天常駐審査員）

## 音樂

### 單曲
- （1970年，Victor Record Green City JET-1982）－所有曲目由森本玲夫作詞，佐佐木勉（日语：佐々木勉）作曲，馬飼野俊一（日语：馬飼野俊一）編曲。

## 相關項目
- 廣井王子（多方位創作家。以前跟隨著森本，後來作為企劃及原案負責《天外魔境 第四默示錄（日语：天外魔境 第四の黙示録）》時，邀請森本參加遊戲配音）

## 外部連結
- 森本玲夫｜Utania （日語）
- 森本玲夫 （页面存档备份，存于） （日語）—NHK人物錄（日语：NHKアーカイブスポータル）
- 森本玲夫 （页面存档备份，存于） （日語）—Talent Date Bank
- 森本玲夫 （页面存档备份，存于） （日語）—日本藝人名鑑（日语：日本タレント名鑑）
- （日語）—WEB THE TELEVISION（日语：ザテレビジョン）
- 森本玲夫 （页面存档备份，存于） （日語）—KINENOTE
- 森本玲夫 （页面存档备份，存于） （日語）—oricon
- 森本玲夫 （页面存档备份，存于） （日語）—MOVIE WALKER PRESS（日语：MOVIE WALKER PRESS）
- 森本玲夫 （页面存档备份，存于） （日語）—電影.com（日语：映画.com）
- 森本玲夫 （页面存档备份，存于） （日語）—allcinema（日语：allcinema）
- 日本電影數據庫（JMDb）上森本玲夫的資料（日語）
- Leo Morimoto （页面存档备份，存于） （日語）—TMDb